# Ilmor Engineering
La Ilmor è una azienda inglese fondata nel novembre del 1983 da Mario Illien e Paul Morgan. Ha rapidamente raggiunto il successo nella gara di CART per poi passare alle competizioni di Formula 1 nei primi anni 1990 equipaggiando le vetture Leyton House e Pacific Racing, e culminati nella vittoria di due titoli mondiali con la McLaren nel 1998 e 1999, equipaggiate con i motori Mercedes progettati dalla Ilmor.

## Nelle competizioni
Nel 2001, la casa motoristica inizia lo sviluppo sul motore GM IRL, e successivamente una collaborazione con la giapponese Honda. Nel maggio dello stesso anno Paul Morgan, uno dei fondatori, muore in un incidente. Il team che lavora al progetto è denominato Special Projects Group, e domina le due successive stagioni della formula Indy Racing League.

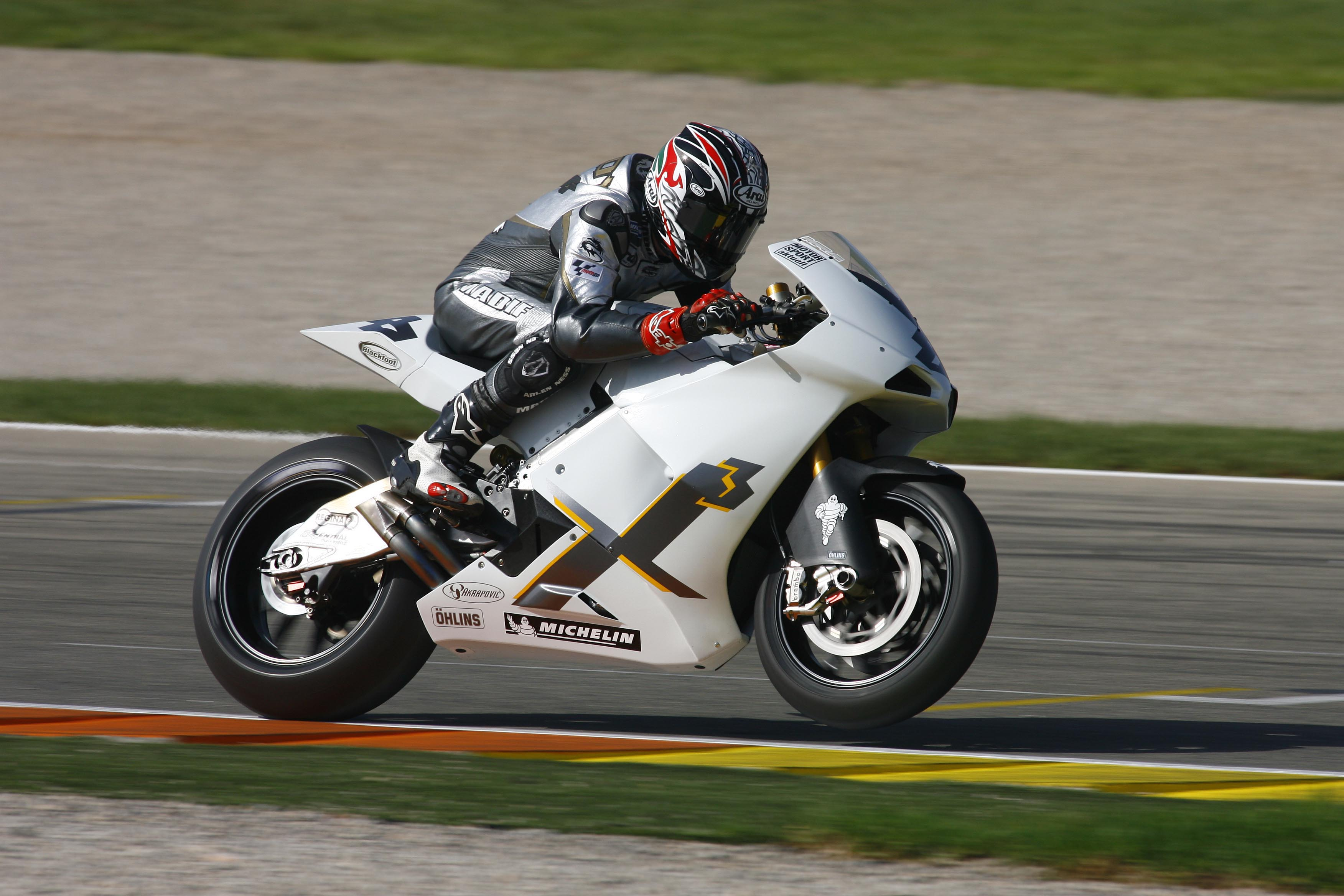
La Ilmor X3

Alla fine del 2002 la Mercedes-Benz decise di rilevare la Ilmor, ribattezzando la società in Mercedes--Benz High Performance Engines Ltd.  Nel 2005 Illien acquistò la parte SPG del progetto in collaborazione con Roger Penske, facendo nascere una nuova Ilmor, diretta da Steve Miller, ingegnere con una storia quindicinale di successi nelle gare statunitensi.
La società, intenzionata a partecipare alla stagione 2007 della MotoGP, realizzò un prototipo, l'X3, mosso da un motore V4 da 800 cm³ dotato di un innovativo sistema di distribuzione a valvole pneumatiche, portato in gara dal pilota Garry McCoy durante le ultime 2 gare della stagione 2006. Il progetto ebbe vita breve e, dopo aver svolto i test invernali e la gara inaugurale in Qatar, con Jeremy McWilliams ed Andrew Pitt come piloti, la Ilmor decise di abbandonare per mancanza di fondi.

## Ilmor Engineering
La società lavora sui campi dello sviluppo con la divisione Ilmor Engineering con sede a Plymouth (Michigan), fondata nel 1990 per agevolare la produzione del motore Chevrolet 265A Indy Car richiesto dai clienti dell'azienda. Questa divisione si occupa della produzione dei motori ma anche della costruzione di componentistica miniaturizzata e di alta qualità, servizio di supporto per sviluppo di macchine di serie con elevate prestazioni, ed infine anche della parte sportiva: oltre 160 vittorie in Formula Indy

## Ilmor Marine Engines
Avviata nel 2004, la Ilmor Marine Engines è una sussidiaria della Ilmor Engineering Inc. che realizza e supporta una linea di motori marini disegnati specificatamente per le situazioni estreme delle gare off-shore.

## Statistiche sulle gare statunitensi
- 500 miglia di Indianapolis: 12 vittorie su 16 partecipazioni
- Indy Racing League: 166 vittorie, 148 pole position, 9 titoli piloti, 3 titoli costruttori
- NASCAR: 23 vittorie, 57 pole position (aggiornato a fine 2005)[senza fonte]